# Dépôt de plainte
Le dépôt de plainte est une action sur laquelle on se « plaint » d'une infraction dont on a été victime, afin de demander une sanction pénale. Elle peut se faire contre une personne identifiée ou contre une personne non-identifiée, dans ce cas, on dépose plainte contre X.

## En France
Le dépôt de plainte peut se faire dans une brigade de gendarmerie, dans un commissariat de police ou encore auprès du procureur, en envoyant un courrier sur papier libre, ou via une plainte en ligne. 
Toute personne (même mineure) peut déposer plainte. Une personne mineure n'a en aucun cas besoin d'être accompagnée pour déposer plainte si elle est victime d'une infraction.
Le dépôt de plainte a pour objectif des sanctions pénales (amendes, peine de prison...) à l'encontre de l'auteur de l'infraction. Si l'on souhaite obtenir réparation d'un préjudice (objet volé, par exemple), il faudra se constituer partie civile.
Il y a des délais pour déposer plainte : on parle ici de délais de prescription :
- 1 an pour les contraventions ;
- 6 ans pour un délit ;
- 20 ans pour un crime.

Par principe, ces délais commencent le jour où l'infraction a été commise.
Une plainte est déposée contre une personne physique, ou une personne morale (entreprise, association). Lorsque l'auteur des faits est inconnu, on porte plainte contre X.
Le dépôt de plainte est gratuit. Le plaignant peut faire appel à un avocat. Dans ce cas, les frais peuvent être pris en charge par l'aide juridictionnelle.
Pré-plainte en ligne : le ministre de l'intérieur a mis en œuvre un traitement automatisé de données à caractère personnel dénommé « pré-plainte en ligne ». Ce service permet à la victime ou à son représentant légal, d'effectuer une déclaration en ligne seulement contre un auteur inconnu, pour signaler des faits constitutifs d'atteintes aux biens ; du délit de provocation à la discrimination, à la haine ou à la violence à l'égard d'une personne à raison de son origine ou de son appartenance, du délit de diffamation ou d'injure à l'égard d'une personne à raison de son origine ou de son appartenance [archive]. L'utilisateur peut remplir son formulaire en ligne pour ensuite l'imprimer et se déplacer pour signer sa plainte le jour du rendez-vous qui lui est fixé par les unités de police ou de gendarmerie .
Plainte en ligne: Malgré l'article 15-3 du code de procédure pénale prévoyant que les officiers et agents de police judiciaire sont tenus de recevoir les plaintes déposées par les victimes d'infractions à la loi pénale, cette formalité peut s'avérer difficile ,. C'est pourquoi la Loi du 23 mars 2019 a créé la plainte en ligne pour certaines infractions d'atteinte aux biens  et a étendu la numérisation des procédures . La plateforme Qualiplainte, au moyen d'une consultation d'avocat en ligne, de la signature électronique qualifiée et des protocoles de communication électronique pénale, permet le dépôt de plainte en ligne directement auprès du procureur de la République, pour tout type d'infraction et sans déplacement physique .

## État du droit dans d'autres pays

### Canada
Le concept de « dépôt de plainte » n'existe pas en droit pénal canadien car lorsque des citoyens déposent une plainte à la police, c'est un élément factuel qui n'est pas obligatoirement un fait juridique, c'est-à-dire que cela n'a pas une incidence directe sur la procédure pénale, puisque les policiers ont un pouvoir discrétionnaire de mener enquête puis de rejeter la plainte si les preuves sont insuffisantes. Accessoirement, lorsque les policiers présentent leurs preuves au procureur de la Couronne, celui-ci a également le pouvoir discrétionnaire de ne pas procéder à une dénonciation ou de déposer des accusations s'il estime que les preuves sont insuffisantes au regard du fardeau de preuve hors de tout doute raisonnable,. Il est communément admis que le point de départ de la procédure pénale n'est pas au moment du dépôt de la plainte à la police, mais plutôt lorsque les policiers procèdent à une arrestation ou délivrent une citation à comparaître. Les policiers et les procureurs de la Couronne ne sont pas des agents du tribunal, ils sont indépendants et le Code criminel est silencieux sur la manière dont ils évaluent la preuve à la suite de la plainte à la police, et en étant silencieux, le Code criminel leur accorde un large pouvoir discrétionnaire sur ce point.  
Il existe cependant une exception reconnue dans le Code criminel : il s'agit du dépôt de la plainte privée, par lequel le citoyen dépose directement une plainte à la place du Directeur des poursuites criminelles et pénales. Cette démarche est souvent vouée à l'échec dans la mesure où le citoyen qui dépose la plainte doit fréquemment mener une bataille judiciaire contre la Couronne pour la convaincre d'aller de l'avant avec la plainte privée alors qu'initialement, elle avait refusé de déposer des accusations contre l'auteur de l'infraction par manque de preuves ou en raison de l'inexistence des éléments constitutifs d'une infraction (actus reus, mens rea, lien de causalité). C'est en ce sens que les procureurs du ministère public exercent un monopole en matière de poursuites pénales et qu'il est très difficile pour les citoyens de contourner ce monopole.